# The Undefeated
El invicto, cuyo título en inglés es The Undefeated, es un documental político americano sobre Sarah Palin, que era gobernadora  de Alaska y después fue nominada como candidata del Partido Republicano para vicepresidente en la elección presidencialen el 2008. El documental está dirigido por Stephen Bannon según su propio guion escrito en colaboración con Sarah Palin, inspirado en el libro Going Rogue: An American Life. El Invicto se estrenó el 15 de julio de 2011.

## Sinopsis
La película se construye en tres actos y abre con un montaje. El primer acto se refiere a las experiencias de Palin como alcaldesa de Wasilla. El segundo acto se refiere a la mitad del periodo de Palin como gobernadora de Alaska. El tercer acto, titulado "Desde aquí puedo ver noviembre", gira alrededor de su candidatura a la vicepresidencia y su ascenso nacional. Se detalla cómo llega a ser la figura principal del movimiento del Partido del Té. La película termina con secuencias del mitin de Madison donde Palin desafió a los republicanos a: "Luchar como una chica." El último corte es de Palin hablando a la cámara, "¡Señor Presidente, el juego empieza!"
Por esta película Sarah Palin fue nominada al Premio Razzie 2012 a la peor actriz.

## Producción
Stephen Bannon guionó y dirigió The Undefeated, que fue financiada en forma independiente por Victory Film Group. Sarah Palin estaba familiarizada con Bannon por el documental sobre el movimiento Tea Party titulado Generation Zero. Después de las elecciones de noviembre de 2010, en las que el Partido Republicano aumentó el número de sus bancas en el Congreso, Palin se contactó con Bannon por medio de su asistente, Rebecca Mansour, para hacer una serie de vídeos para explicar su salida de la gobernación del Estado de Alaska y "proteger su legado" con miras a una posible campaña par alas elecciones presidenciales de 2012; en lugar de ello, Bannon decidió hacer un largometraje sobre Sarah Palin y aporto un millón de dólares de su propio financiamiento. Para el documental entrevistó a partidarios de Palin, incluyendo residentes de Alaska y blogueros conservadores como Andrew Breitbart. Aunque Sarah Palin y su equipo no intervenían en la producción del filme, lo recibieron con beneplácito. Bannon adquirió los derechos del audio del libro de Palin, Going Rogue de modo que pudo incluir en su película clips con su voz. Inicialmente pensó en titularla Take a Stand -Tomar una posición pero después se inclinó por The Undefeated el eslogan usado por Palin en la campaña electoral del 2006 por la gobernación de Alaska, por considerarle más triunfante.

## Lanzamiento
Arc Entertainment lanzó  The Undefeated  el 15 de julio en cines de Dallas, Denver, Oklahoma, Orlando, Condado de Orange, Phoenix, Houston, Indianápolis, y Kansas City. Antes del lanzamiento comercial, se hicieron exhibiciones de una noche en cines seleccionados en los estados de Iowa, New Hampshire y Carolina del Sur. El 17 de junio la película se estrenó a los asistentes de la convención de la agrupación política AFP “Americanos por la Prosperidad” en Minneapolis.
Hay dos versiones del documental: una clasificada para mayores de 13 años por la Motion Picture Association of America (MPAA) y otra, sin editar, incluyendo clips anti-Palin de Rosie O'Donnell, Matt Damon, Bill Maher, David Letterman, Howard Stern y Louis C.K.

## Recepción
The Politico afirmó que los críticos de cine recibieron el filme con "un coro de abucheos", y describiendo la película como "parcial", hagiográfica y propagandística. La película tuvo un 0% de aprobación en el sitio web de revisión Rotten Tomatoes y un 32% en el recopilador de revisiones Metacritic. John J. B. Wilson, creador del Premio de la Frambuesa de Oro (Golden Raspberry Award), dijo en un comentario previo a la proyección, "Sarah Palin es todo aquello acerca de lo cual se refieren los Premios Golden Raspberry ".
Kyle Smith, crítico del New York Post describió la película como "masivamente defectuosa" y dijo: «No sé por qué Sarah Palin llamó a su película The Undefeated siendo que perdió la vicepresidencia, renunció a la gobernación de Alaska y cortó su breve gira en autobús. El título no tiene sentido».
La película tuvo un lanzamiento limitado en 10 cines de la AMC ubicados en zonas con fuerte presencia de simpatizantes del Tea Party y recibió allí una acogida positiva,
Victory Film Group informó que la película recaudó $5,000 por pantalla en sus primeros dos días de exhibición. The Undefeated recaudó entre $60,000-75,000, con un promedio de $6,000 a $7,500 por pantalla. En plazas más grandes, sobrepasó los $10,000 por pantalla, y al menos un cine exhibió en dos pantallas la película para atender la demanda En la segunda semana la recaudación bajó un 63% a $24,000 si bien el número de cines que la exhibían aumentó un 40%. El 5 de octubre de 2011, poco después del lanzamiento de la versión en DVD del filme, Palin anunció que no sería candidata a la presidencia.
En general, los comentaristas políticos conservadores elogiaron la película. Tony Lee escribió en Human Events que «Undefeated reafirmará lo que les gusta de Palin a sus partidarios mientras presenta a los indecisos un caso sólido de que ella no sólo puede ser una fuerte ejecutiva, sino que puede y ha tenido una historia de ganar a los independientes»; para Lee el momento crucial en la película es cuando Mark Levin comparó a Palin con Ronald Reagan hacienda noyat que ambos tienen el mismo tipo de detractores. Jedediah Bila escribió en The Daily Caller que la película es «un viaje convincente y estimulante a través de los logros de una mujer competente, ambiciosa y de principios que entró en la arena política por las razones correctas y se ha abierto paso a través de la tontería para dedicarse a hacer las cosas». Elogia en Bannon los segmentos que tratan sobre Palin en la Convención Nacional del Partido Republicano y en la serie de discursos pronunciados en la gira del Tea Party de 2011 por Wisconsin, que "impactan a los espectadores con un significado renovado”.